# Área metropolitana de Provo-Orem
El área metropolitana de Provo-Orem o Área Estadística Metropolitana de Provo-Orem, UT MSA, como la denomina la Oficina de Administración y Presupuesto, es un Área Estadística Metropolitana centrada en las ciudades de  Provo  y   Orem, en el estado de Utah, Estados Unidos. Su población según el censo de 2010 es de 526.810 habitantes, convirtiéndola en la 98.º área metropolitana más poblada de los ese país.

## Composición
Los 2 condados del área metropolitana, junto con su población según los resultados del censo 2010:
- Juab– 10.246 habitantes
- Utah– 516.564 habitantes

## Comunidades
| - Alpine - American Fork - Benjamin (lugar designado por el censo) - Cedar Fort - Cedar Hills - Draper (parcialmente) - Eagle Mountain - Elberta (lugar designado por el censo) - Elk Ridge - Eureka - Fairfield - Genola - Goshen - Highland - Lake Shore (lugar designado por el censo) - Lehi - Levan - Lindon - Mapleton - Mills (lugar no incorporado) | - Mona - Nephi - Orem (ciudad principal) - Palmyra (lugar designado por el censo) - Partoun (lugar no incorporado) - Payson - Pleasant Grove - Provo (ciudad principal) - Rocky Ridge - Salem - Santaquin - Saratoga Springs - Spanish Fork - Spring Lake (lugar designado por el censo) - Springville - Trout Creek (lugar no incorporado) - Vineyard - West Mountain (lugar designado por el censo) - Woodland Hills |